# You'll Never Find Another Love like Mine
"You'll Never Find Another Love like Mine" é uma canção escrita por Kenny Gamble e Leon Huff, interpretada pelo cantor de R&B Lou Rawls e lançada em seu álbum de 1976 All Things in Time.

## Informações
A canção é considerada o grande hit de Rawls: alcançou a segunda posição na Billboard Hot 100 e a primeira colocação no Billboard R&B/Hip-Hop Songs e Hot Adult Contemporary Tracks. O single também atingiu a quarta posição no dance chart. Foi o primeiro grande sucesso da gravadora Philadelphia International. Rawls passou a interpretar a canção publicamente apenas em 1977. O single vendeu mais de um milhão de cópias e foi certificado com ouro pela RIAA.
Apesar de ser um artista popular nos Estados Unidos, foi o único single de Lou Rawls a atingir o Top 10 da principal tabela musical da Billboard: permaneceu duas semanas na segunda posição, sendo superada apenas por You Should Be Dancing de Bee Gees e "(Shake, Shake, Shake) Shake Your Booty" de KC and the Sunshine Band.
"You'll Never Find Another Love Like Mine" foi regravada por cantores Michael Bublé, Laura Pausini, John Holt e mais recentemente por Dub Pistols (que usaram uma amostra da versão de John Holt). Foi destaque na trilha de The Proud Family, além dos filmes The Hot Chick (2002), Guess Who (2005),  Disturbia (2007), Ice Age: Dawn of the Dinosaurs (2009), Pokémon: Mewtwo Returns (2000) e nas séries de TV My Wife and Kids, That 70's Show, South Park e Two and a Half Men. A canção "If You Could Love Me", de Edwyn Collins usa uma série de acordes, além de ter som similar. Rocco DiSpirito e Karina Smirnoff dançaram esta canção na segunda semana da 7ª temporada do reality show norte-americano "Dancing With The Stars".

## Desempenho em tabelas musicais

### Posições
| Tabelas (1976)                                         | Posição |
| ------------------------------------------------------ | ------- |
| Estados Unidos Billboard Hot 100                       | 2       |
| Estados Unidos Billboard Hot Dance Club Play           | 1       |
| Estados Unidos Billboard Hot Adult Contemporary Tracks | 1       |
| Estados Unidos Billboard Billboard R&B/Hip-Hop Songs   | 1       |
| Países Baixos(Dutch Top 40)                            | 8       |
| Nova Zelândia (RIANZ)                                  | 16      |
| Reino Unido (The Official Charts Company)              | 10      |

### Successões
| Precedido por "I'm Easy" por Keith Carradine | Billboard Hot Adult Contemporary Tracks Single número 1 31 de julho de 1976 - 7 de agosto de 1976 (1 semana) | Sucedido por "Let 'Em In" por Paul McCartney |